# Justo José de Urquiza
Justo José de Urquiza (ur. 18 października 1801, zm. 11 kwietnia 1870) – argentyński polityk i generał. Prezydent Argentyny od 11 września 1852 do 4 marca 1860; 

## Życiorys
Należał do argentyńskiej oligarchii. Uczęszczał do Colegio de San Carlos w Buenos Aires, szkołę ukończył w 1816 roku. W 1818 roku pracował w porcie w Buenos Aires, w czerwcu 1819 powrócił do rodzinnej prowincji Entre Ríos, gdzie był agentem handlowym. 
Kontakty jego rodziny z generałem Francisco Ramírezem ułatwiły Justo José de Urquizie rozpoczęcie działalności politycznej. Był aktywnym lokalnym politykiem w Entre Rios, następnie jako przedstawiciel gubernatora tej prowincji Pascuala Eschagüe, wyjechał do Buenos Aires. Tam występował przeciwko dyktaturze Juana Manuela de Rosasa. W 1837 roku awansował do stopnia pułkownika, a w 1841 objął stanowisko gubernatora prowincji Entre Ríos. Przeprowadził tam reformy podatkowe, administracyjne, oraz oświaty. 
Wykorzystując swoją prowincję do zbudowania siły militarnej i politycznej, sprzymierzył się z innymi prowincjonalnymi wodzami i w 1851 roku wzniecił rewoltę przeciwko Rosasowi, pokonując go w bitwie pod Caseros (3 lutego 1852). W sierpniu 1852, jako tymczasowy dyktator Argentyny, poprowadził kongres konstytucyjny w Santa Fe, który w 1853 roku wprowadził konstytucję wzorowaną na amerykańskiej. Konstytucja została zaakceptowana przez wszystkie prowincje, jedynie Buenos Aires nie wstąpiła do nowo utworzonej konfederacji od razu, a dopiero w 1859 roku. Urquiza jako prezydent negocjował m.in. traktat z Wielką Brytanią, Francją i USA, który pozwolił portom argentyńskim otworzyć się na światowe rynki handlowe. 
Funkcję prezydenta piastował do 1860 roku, potem powrócił na stanowisko gubernatora Entre Ríos, a także został generałem armii. Jako wojskowy dowodził siłami federacji argentyńskiej w wojnie z prowincją Buenos Aires. Porażka w bitwie pod Pavón (1861) zaburzyła plany polityczne Urquizy, a wzmocniła znaczenie prowincji Buenos Aires oraz dowódcy jej wojsk Bartolomé Mitre. 
11 kwietnia 1870 Justo José de Urquiza, został, wraz z dwoma synami, zamordowany w swojej posiadłości w Entre Ríos przez zwolenników jednego ze swoich przeciwników politycznych.